# Ta Mok
Ta Mok (?, 1926 – Phnom Penh, 21 juli 2006), echte naam vermoedelijk Ung Choen of Chhit Choeun, later ook als bijnaam Slager van Cambodja, was een Cambodjaans politicus en een van de leiders van de Rode Khmer aldaar.
Hij maakte deel uit van het verzet tegen de Fransen en later tegen de Japanners in de jaren 1940. In 1964 sloot hij zich aan bij de anti-Franse beweging Khmer Issarak, terwijl hij in de leer was voor bhikkhu. Hij verliet al snel Phnom Penh en sloot zich aan bij de Rode Khmer. Aan het eind van de jaren 1960 was hij generaal en stafchef van die beweging. Rond 1970 verloor hij het onderste deel van een been in een gevecht. 
Na 1979 was Ta Mok een belangrijk figuur in de Rode Khmer; hij bewaakte het noordelijke gedeelte van het territorium van de Rode Khmer vanuit zijn basis in Anlong Veng. In 1997 noemde hij zichzelf opperbevelhebber. Na 1998 verving hij de gestorven Pol Pot.
In 1998 moest hij zijn basis in Anlong Veng verlaten. Op 6 maart 1999 werd hij vlak bij de Thaise grens gevangengenomen door het Cambodjaanse leger en naar Phnom Penh gebracht. Hij werd aangeklaagd wegens lidmaatschap van een illegale groepering en belastingontduiking, maar in februari 2002 ook nog voor misdaden tegen de menselijkheid. Ten gevolge van het Rode Khmer-regime zijn naar schatting 1,5 tot 2 miljoen mensen omgekomen. Ta Mok verkeerde in slechte gezondheid en moest regelmatig het ziekenhuis bezoeken. Op 15 juli 2006 raakte hij in coma. Een aantal dagen later stierf hij op ongeveer 80-jarige leeftijd in een militair ziekenhuis. Hij werd begraven op 24 juli 2006 in Anlong Veng, vlak bij het graf van Pol Pot.